# Sonný Lára Þráinsdóttir
Sonný Lára Þráinsdóttir (9 dicembre 1986) è un'ex calciatrice islandese, di ruolo portiere.
Prima del ritiro del 2020, ha conquistato, con la maglia del Breiðablik, due titoli di Campione d'Islanda e due Coppe d'Islanda, marcando inoltre 7 presenze con la nazionale islandese e disputando l'Europeo dei Paesi Bassi 2017.

## Palmarès
- Campionato islandese: 2

Breiðablik: 2015, 2018
- Coppa d'Islanda: 3

Breiðablik: 2016, 2018, 2021